# Golfo di Boothia
Il golfo di Boothia (inglese:Gulf of Boothia) è una larga insenatura del mare glaciale artico posta in corrispondenza delle coste del Canada settentrionale. Vi si affacciano le regioni di Kitikmeot e di Qikiqtaaluk del territorio del Nunavut.

## Geografia
È delimitato a est dall'isola di Baffin e dalla penisola di Melville, a sud dalla costa del Nunavut, a ovest dalla penisola della Boothia e dall'isola di Somerset ed a nord comunica con lo stretto di Lancaster tramite il Prince Regent Inlet. Nell'area centro-orientale tramite lo stretto di Fury e Hecla il golfo comunica con il bacino di Foxe. Ad occidente tramite lo stretto di Bellot comunica con lo stretto di Franklin e con il Peel Sound. In corrispondenza delle coste il golfo si articola in diverse baie. In prossimità della costa dell'isola di Baffin il golfo comunica con le baie di Bernier e Agu. Lungo la costa della penisola di Melville comunica con la baia di Garry. A sud comunica con le baie di Committee e Pelly ed in prossimità della costa dell'isola di Somerset con la baia di Creswell. Vi affiorano diverse isole tra queste le principali sono l'isola Crown Prince Frederick e l'isola di Harrison. Nella baia di Committee affiora l'isola Wales.
Il golfo fu nominato in onore dell'imprenditore inglese Felix Booth che finanziò il viaggio di esplorazione di John Ross (1829-33) alla ricerca del passaggio a nord-ovest